# 光月御田
光月御田（光月 おでん）是日本動漫作品《ONE PIECE》中的人物，為和之國「九里大名」，也是前白鬍子海賊團第二隊隊長以及羅傑海賊團船員。

## 設計
名字取自和食關東煮。人物原型則取材自日本战国时代的尾张大名織田信長和江户时代因盗窃丰臣秀吉的千鸟香炉被处以极刑烹杀而死的義賊石川五右衛門。

## 人物
光月御田是和之國「九里大名」，原將軍繼承者，和之國篇重要歷史人物，曾經出海冒險和擁有「開國」的偉大志向悲劇結局式英雄。光月時的丈夫，桃之助和日和的父親，亦是光月一族中知曉歷史本文讀寫之法的最後一代。外觀上身高於一般成年人、體態勻稱發達，濃眉闊嘴，頭髮黑色高聳，髮鬢有綠色反光，穿着橘色和服，腰上綁着紫白色注連繩、繫着兩把佩刀。為人特立獨行且放任不羈，常做出眾人意料之外的事。擁有聽見萬物的聲音，以及和蒙其·D·魯夫類似的人格魅力，能快速跟人成為朋友且一樣熱愛冒險；與賓什莫克·香吉士一樣的騎士精神，能聽到女性求救的聲音；但不擅長航海術。

## 能力

### 霸氣
御田擁有見聞色霸氣、武裝色霸氣、霸王色霸氣，以及與羅傑和魯夫一樣聽見萬物的聲音。

### 劍技
桃源白滝
揮舞纏繞武裝色霸氣的雙刀，曾將巨大山神一刀兩段的斬擊。招式名字取自于关东煮配菜魔芋粉丝。
槍·擬鬼
揮舞纏繞武裝色霸氣的雙刀，用於衝破敵陣的快速斬擊。招式名字取自于关东煮配菜飞龙头豆腐。
桃源十拳
揮舞纏繞武裝色霸氣的雙刀，曾給四皇「百獸」海道劃出十字型的傷疤。招式名字取自於斩杀八岐大蛇的十拳剑天羽羽斩。

### 佩刀
天羽羽斬
大快刀二十一工之一，為刀匠天狗山飛徹的作品。御田生前立矚將此刀傳給愛子光月桃之助，由天狗山飛徹代為保管20年後轉交。
閻魔
大快刀二十一工之一，為刀匠霜月耕三郎的作品。御田生前立矚將此刀傳給愛女光月日和，由天狗山飛徹代為保管20年後轉交；和之國篇時，日和以此刀向索隆交換同階級的秋水，以便將秋水供回龍馬之墓。

## 劇中表現
59年前出生，幼兒時期開始展現非凡實力，年輕時因為多次涉及暴力荒唐事件，18歲時（41年前）被父親光月鋤燒逐出花都而輾轉流浪抵達當時治安惡劣的九里，他和當時九里地區最惡名昭彰的阿修羅童子交手戰勝對方，平定當地的治安，收服當時九里的多數惡徒教授耕作與建造技術，開墾農田供給居民飲食和主導九里地區的設施興建，深受居民愛載，20歲（39年前）時被父親提拔為九里大名。
御田極度反對鎖國政策，希望能讓和之國開國。過去不聽臣下勸阻，毅然出海闖蕩（出海被視為叛國），29歲（30年前）時加入白鬍子海賊團，期間被任命為第二隊隊長，而後被挖角加入羅傑海賊團，進而抵達最終島嶼「拉乎德爾」。
34歲（25年前）時回到和之國後，他遭時任臣屬黑炭大蛇背叛奪權，在無法殺害大蛇的情況下，與之利益交換，為庇護百姓及妻兒、臣子性命，獨自跳裸舞忍辱背負秘密。
39歲（20年前）時因黑炭大蛇失信使他出面討伐，其被譽為紅鞘九人眾的家臣亦同行前往，他曾用天羽羽斬和閻魔給四皇「百獸」海道留下傷痕，但卻因為黑炭日暮利用模仿能力假扮桃之助使御田分心，以致其一行人被海道擊敗，被海道及黑炭大蛇處以釜刑，同時提出約定若全部人入鍋撐過1小時便放過他們，並選擇首先跳入油鍋拎起橋板獨自承受其餘九人的重量，同時承受壓力、油溫和熱氣等煎熬，處刑過程因小忍說出「傻瓜殿下」的真相重新獲得百姓對其情感的支持和聲援；他在筋疲力盡之際道出在與哥爾·D·羅傑旅行後得知800年前光月家祖先採取閉國鎖國是為了保護和之國免受「巨大之力」侵害，並指出現在國家和世界都在等待某個人物出現，到時務必要將和之國變為一個接納他、幫助他的國家才行，為此將自己的夢想託付給紅鞘武士讓他們離開回到九里，最終被海道一槍擊中頭部，帶著笑容全身沉入滾油而亡，臨死前同民眾一起喊到其人生的座右銘「千熬萬煮方顯御田本色」。

## 身後影響
御田犧牲後，黑炭大蛇的勢力接管和之國，追殺任何與御田相關的人員，包含兒女桃之助與日和、光月家臣和支持者在內的部分人員則繼承其遺志，蟄伏在世間，等待有朝一日推翻黑炭大蛇與海道的聯手勢力。
第二部劇情中，由於造訪和之國的魯夫等人與光月家族相關成員聯手合作，終使黑炭大蛇與海道倒台，桃之助被推舉為新任和之國將軍，改革先前遭黑炭大蛇與海道荼毒的國家。至於其生前的愛刀「閻魔」，則被日和轉贈給羅羅亞·索隆，作為換取和之國名刀「秋水」歸國的交涉條件。